# Jaworzyna (dopływ Popradu)
Jaworzyna (Kokuszczański Potok) – potok, prawy dopływ Popradu o długości 5,65 km i powierzchni zlewni 6,31 km².
Potok płynie w Beskidzie Sądeckim. Jego źródła znajdują się na wysokości ok. 920 m n.p.m. na Hali Jaworzyna, pod szczytem Jaworzyny Kokuszczańskiej w Paśmie Jaworzyny. Spływa w południowym kierunku, uchodząc do Popradu na wysokości ok. 362 m n.p.m. Cała jego zlewnia znajduje się w obrębie miejscowości Kokuszka położonej w dolinie tego potoku. Zasilany jest kilkoma ciekami spływającymi z dwóch bocznych grzbietów Pasma Jaworzyny, pomiędzy którymi spływa do Popradu. Od strony zachodniej jest to grzbiet ze wzniesieniami: Zadnie Góry, Skała, Cycówka, Dermanowski Wierch i Bystra, od strony wschodniej grzbiet odchodzący od Hali Pisanej ze szczytami: Groń, Granica i Kicarz.